# Khâlid ibn Yazîd
Œuvres principales
Le florilège de l'invocation
Khâlid ibn Yazîd (en arabe خالد بن يزيد) est un savant égyptien de la seconde moitié du IXe siècle, qui fut actif sous les Toulounides.

## Biographie
Sa date de mort est inconnue et il n'est pas référencé par les sources musulmanes. Il enseigna le hadith d'après son maître, Mâjid ibn Bishr al-Khurâsânî. Un de ses élèves composa un opuscule dans lequel il réunit une quarantaine de hadiths relatifs aux invocations qu'il avait entendus auprès de lui en 880 ou 881. Khâlid ibn Yazîd apparaît comme représentatif d'une catégorie de savants secondaires, peu connus de la tradition islamique, mais qui jouèrent un rôle majeur dans l'islamisation de l'Egypte.

## Œuvres
- Le florilège de l'invocation